# 范泰初
范泰初（？—？），山西介休人。清朝政治人物。

## 生平
范泰初為道光十二年壬辰恩科進士。曾任龙岩知州一职，由周之培接任。